# Mantah Corp-sziget
A Mantah Corp-sziget egy kitalált sziget a Jurassic Park világában.
Magántulajdonban lévő, lakatlan sziget a Fernandez-öbölben, amelyet a Mantah Corp kutatási és tesztelési létesítményként használt a kihalás és a géntechnológia számára. Valószínűleg nem ez az eredeti neve. A sziget Isla Nublartól keletre található, közelebb a Costa Rica-i szárazföldhöz.
A hat nublari néven elhíresült táborozók később a dinoszauruszok és a sziget Mantah Corp-tól való felszabadításaként váltak ismertté. Ezt követően a dinoszauruszok kiszabadultak a biomokba, és a sziget titkos dinoszaurusz menedékké vált, amelynek létezéséről csak kevesen tudnak.

## Elrendezés
A Mantah Corp-szigetre öt biom van beépítve; sivatag, mamutfenyő erdő, trópusi esőerdő/dzsungel, hó/tundra és trópusi mocsár. Mindezek a területek egy olyan létesítményt kötnek össze, amely több emelettel és csarnokkal rendelkezik, beleértve az erdei biom kilátópaneljét, egy medbay-t (ahol egy Stegosaurus volt jelen) és egy óvodát, ahol egy bébi Brachiosaurus (Petárda), két bébi Spinoceratops (Angyal és Lázadó) és egy Ceratosaurus voltak jelen. A fő kontrollvegyület és sok más műveleti épület a trópusi esőerdő/dzsungel biom felszínén található, míg az orvosi létesítmény közvetlenül a trópusi mocsár biom alatt található. A mamutfenyő erdő biomban található egy terepi kutatóiroda.
Az erdő biom egy nagy erdő volt, amely Isla Sornát képviselte a mamutfenyő erdő által, hogy a T. rex hasonló viselkedést tanúsítson, és nyugodt maradjon. Élelmiszer gépekkel rendelkezik, amelyek táplálják a tyrannosaurusokat.
A sivatag biom forró hőmérséklettel rendelkezik, amelyet az alkalmazottak növelhetnek a hőmérséklet emelkedése érdekében. A biomnak van egy kanyonja, amelynek csövei vannak, amelyen keresztül vizet adnak az ott élő állatok számára. Kaktuszok találhatóak a biomban.
A hó biom alacsony hőmérsékletű. Nem ismert, hogy bármilyen faj állandóan megtalálható lenne, bár az Angyal és a Lázadó hibridek alkalmasak voltak a környezethez. Pierce, a Kentrosaurus véletlenül vándorolt ide a sivatag biomból.
A mocsár biom volt a legújabb biom, amely utánozta a vizes élőhelyeket, köddel és a fák körüli vízzel.
Az újabb, sárga-zöld Velociraptorról, a Smilodonról, a Nothosaurusról, a Spinoceratopsról és a Kentrosaurusról megerősítették, hogy a Mantah Corp. klónozta őket. A Tyrannosaurus rex, a Brachiosaurus és a Spinosaurus az Isla Sornából és a Compsognathus, az Ankylosaurus, a Carnotaurus, a Baryonyx és a Dimorphodon Isla Nublarból származik. A Dilophosaurus, Ceratosaurus, Stegosaurus, Pteranodon származása ismeretlen.

## Személyzet
- Daniel Kon, a Mantah Corp elnöke és a sziget korábbi tulajdonosa.
- Kash D. Langford, a BRAD, a BRAD-X és az elektromos drónok alkotója, akik járőröznek és kezelik a szigetet.
- Dr. Mae Turner, az állatok viselkedéskutatója.
- Ben Pincus, részmunkaidős nyári munkás.
- Kenji Kon, a Mantah Corp látszólagos jelenlegi elnöke és a sziget tulajdonosa.
- Sammy Gutierrez, hússzállító.

## Cél
Ezeket a biomokat úgy készítették, hogy Kash arra használja őket, hogy dinoszauruszok harcoljanak a Mantah Corp előremozdításának eszközeként, amit az érkező befektetőkkel való kapcsolata is bizonyít. Kash Mae kutatásait is felhasználta a dinoszauruszok irányítására a fejükbe ültetett chipek segítségével.

## Dinoszauruszok a szigeten
- Kentrosaurus
- Smilodon (lehetséges kihalás a szigeten 2016-ban)
- Spinosaurus
- Baryonyx (lehetséges kihalás a szigeten 2016-ban)
- Compsognathus (kihalás a szigeten 2016-ban)
- Dimorphodon (lehetséges kihalás a szigeten 2016-ban)
- Pteranodon
- Tyrannosaurus rex
- Dilophosaurus
- Nothosaurus
- Ankylosaurus
- Brachiosaurus
- Carnotaurus
- Ceratosaurus
- Stegosaurus
- Velociraptor
- Spinoceratops